# بالاخانی
بالاخانی (به لاتین: Balaxanı) (از فارسی بالاخانه) یکی از شهرک‌های جمهوری آذربایجان است که از توابع شهر باکو و مرکز استخراج نفت آن است.

## نامگذاری
اصل نام فارسی به معنای خانه بالایی است.

## نخستین چاه نفت جهان
در سال ۱۵۹۳ میلادی اولین چاه باکو به عمق ۳۵ متر به‌طور دستی در این محل کنده شد. این ابتدای کشیدن نفت از چاه‌ها بود البته تا قبل از آن قرنها نفتی که خودجوش به سطح زمین می‌آمد جمع شده برای روغن‌کاری و برای سوزاندن بفروش می‌رسید.

## نخستین پالایشگاه نفت
در سال ۱۸۱۳ میلادی به دنبال پیمان گلستان این منطقه از ایران به روسیه واگذار شد و در سال ۱۸۳۷ میلادی روسها نخستین پالایشگاه نفت را در آن تأسیس کردند

## جمعیت
جمعیت این شهر در سرشماری سال ۲۰۱۱ میلادی، ۱۳۷۰۰ نفر بود.